# Melanephia banian
Melanephia banian är en fjärilsart som beskrevs av Pierre E.L. Viette 1965. Melanephia banian ingår i släktet Melanephia och familjen nattflyn. Inga underarter finns listade i Catalogue of Life.